# Bunga Kelana 3
Die Bunga Kelana 3 war ein 1998 gebauter Öltanker. 2010 kollidierte der Tanker in der Straße von Singapur mit einem Massengutfrachter. Dabei traten rund 2500 t Öl aus.

## Schiff
Der Doppelhüllentanker wurde 1998 unter der Baunummer 1117 auf der Werft Hyundai Heavy Industries in Ulsan, Südkorea, gebaut. Die Kiellegung erfolgte am 21. April, die Ablieferung am 29. Oktober 1998. Der Tanker war rund 244 m lang. Eigentümer war AET Tanker Holdings, eine Tochter von Malaysia International Shipping Corporation.
Am 12. September 2018 wurde das Schiff in Chittagong zum Abbruch gestrandet.

## Unglück
Der unter der Flagge Malaysias fahrende Tanker kollidierte am 25. Mai 2010 mit dem unter der Flagge von St. Vincent und die Grenadinen fahrenden Massengutfrachter Waily in der Straße von Singapur, 13 km südöstlich des Luftwaffenstützpunktes Changi Air Base East. Der Tanker hatte etwa 62.000 Tonnen Öl an Bord. Bei dem Unglück wurde ein Ladungstank des Tankers beschädigt, aus dem etwa 2.000 bis 2.500 Tonnen Öl austraten. Ein Großteil des ausgelaufenen Öls wurde von der Wasseroberfläche abgesaugt bzw. mit Chemikalien aufgelöst. Ein Teil des Öls erreichte Küstenabschnitte in der Nähe der Unfallstelle. An der Reinigungsaktion waren zeitweise 25 Fahrzeuge beteiligt.
Der Tanker wurde nach Changi geschleppt und dort entladen, bevor er repariert wurde.